# Сі-ван
Сі-ван (кит. трад.: 僖王; піньїнь: Xi) — 4-й ван Східної Чжоу, син і спадкоємець Чжуан-вана.
За часів його правління володіння Східної Чжоу фактично розпались на багато дрібних войовничих країн, а сам Сі-ван уже не був наймогутнішою постаттю Китаю.